# The Live History
The Live History es un DVD del grupo musical gótico alemán Lacrimosa, que incluye una serie de canciones tocadas en vivo en varias ciudades de Alemania, y uno en la Ciudad de México. 
Lista de videos:
1. Lacrimosa Thema, Leipzig (2000)
2. Kabinett der Sinne, Leipzig (2000)
3. Reissende Blicke, Leipzig (1993)
4. Der letzte Hilfeschrei, Krefeld (1993)
5. Satura, Stuttgart (1993)
6. Copycat, Berlin (1995)
7. Versuchung, Berlin (1996)
8. Schakal, Dresden (1997)
9. Ich bin der brennende Komet, Hildesheim (1998)
10. Halt mich, Hamburg (1999)
11. Medley, Ciudad de México (1999)
12. Alles Lüge, Leipzig (2000)
13. The turning point, Leipzig (2000)
14. Tränen der Sehnsucht, Leipzig (2000)
15. Alleine zu zweit, Leipzig (2000)
16. Am Ende stehen wir zwei, Leipzig (2000)
17. Stolzes Herz, Leipzig (2000)

- Datos: Q4051160